# یواس‌اس جفرسون (۱۸۱۴)
یواس‌اس جفرسون (۱۸۱۴) (به انگلیسی: USS Jefferson (1814)) یک کشتی بود که طول آن ۱۱۷ فوت (۳۶ متر) بود. این کشتی در سال ۱۸۱۴ ساخته شد.